# Okrašlovací spolek ve Farářství
Okrašlovací spolek ve Farářství byl kulturně-osvětový spolek, jehož hlavní náplní byla péče o veřejnou zeleň, propagace i obnova místních památek a pořádání kulturních akcí. Založen byl v roce 1923.

## Historie
Tento spolek byl založen 16. prosince 1923 občany ve Farářství, kteří si mysleli, že pražskopředměstský okrašlovací spolek je zanedbává a oni sami se dokážou o své okolí lépe postarat. Ustavující valná hromada se sešla v hostinci pana Panenky. Následujícího roku bylo spolku věnováno 100 Kč z výnosu rolnicko-občanského plesu konaného v hostinci u Panenků. Samozřejmostí byl i příspěvek od obce. 24. prosince 1924 vstoupil spolek do Svazu okrašlovacího v Praze a vydržel v něm až do roku 1938.
26. března 1933 se konala valná hromada v hostinci pana Jelena. Zahájil ji předseda Karel Mikeš, který po podání zpráv nastínil činnost spolku a ukázal na jeho dosavadní úspěchy. Do výboru spolku byli vždy jmenováni též zástupci obce, obvykle někdo z radních. Samozřejmostí byly též zprávy o činnosti, jež byly poskytovány obci a jí brány na vědomí, pokud nedošlo k nějakému pochybení.
V srpnu 1938 bylo obcí vyhověno ve věci sázení veřejného místa u obecního domu v Bezručově ulici. Spolek zanikl v roce 1950, kdy ještě naposled vysazoval okrasné dřeviny a ovocné stromy, které ošetřoval a ovoce přenechával za úplatu členům spolku, případně ostatním místním obyvatelům. Z 1. prosince téhož roku pochází přípis referátu pro vnitřní věci a bezpečnost Místního národního výboru v Hradci Králové, podle něhož dostal spolek na výběr, aby se včlenil do Jednotného svazu českých zemědělců, připojil k práci pod MNV, případně vstoupil do nějaké masové organizace, protože v nových politických podmínkách pro něj nebylo místo.